# The Best of Maria Tănase, Vol. 1

The Best of Maria Tănase, Vol. 1 este primul album al cântăreței de muzică populară Maria Tănase din seria „best of” editată de casa de discuri Soft Records din București. Compilația de față cuprinde câteva dintre cele mai cunoscute cântece ale sale. Coperte și grafică CD: Ovidiu Panighianț.

## Detalii ale albumului
- Genre: Folk, World, & Country
- Style: Folklore
- Casa de discuri: Soft Records
- Catalog #: SRTR-001-2
- Format: CD, Compilation, Digisleeve
- Data Lansari: 2005

## Lista pieselor
- 01 - Mi-am pus busuioc in par (Muzica: Ion Vasilescu, Text: N. Vlădoianu , Nicu Kanner) [3:35]
- 02 - Aseara ti-am luat basma [3:10]
- 03 - Aseara vantul batea [2:52]
- 04 - Ciuleandra [3:19]
- 05 - Bun ii vinul ghiurghiuliu [3:40]
- 06 - Lume, lume [4:29]
- 07 - Ma dusei sa trec la Olt [3:33]
- 08 - Trenule, masina mica [3:40]
- 09 - Marie si Marioara [2:27]
- 10 - La Maledicition D’Amour (Cine Iubeste Si Lasa) [4:29]
- 11 - Tien, tien et na [4:08]
- 13 - Doina [5:52]
- 14 - Valeleu [1:50]
- 15 - Dragi mi-s cantecele ele [3:45]
- 16 - In Targul Motilor (Muzica: Temistocle Popa, Text: Maria Tanase) [3:35]